# Diergaardetunnel

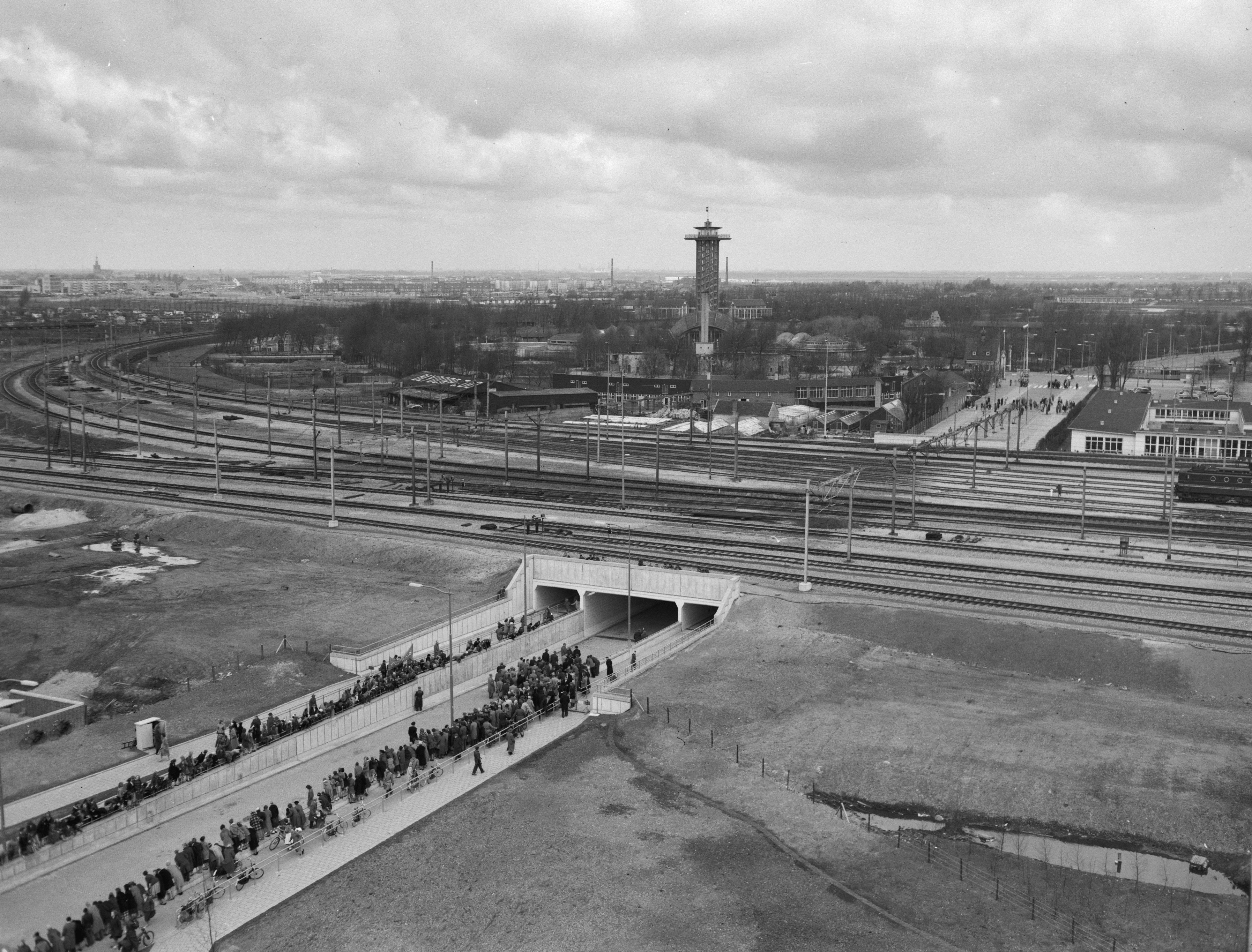
Opening Diergaardetunnel, 16 april 1958

De Diergaardetunnel is een verkeerstunnel in het westen van Rotterdam. De tunnel ligt tussen de Heemraadssingel in Rotterdam-West en de Van Aerssenlaan in de wijk Blijdorp en kruist het emplacement van station Rotterdam Centraal. Het gesloten deel van de tunnel is 100 meter lang.
De tunnel is gebouwd tussen 1952 en 1958 en is vernoemd naar Diergaarde Blijdorp, die in 1940 juist ten noorden van deze tunnel geopend was. De oude ingang van de Diergaarde ligt nabij deze tunnel. De bouw van de Diergaardetunnel viel samen met de wijzigingen in het emplacement van station Rotterdam Centraal die in de jaren vijftig uitgevoerd werden na de sluiting van station Delftse Poort en de opening van het nieuwe Centraal Station.
De tunnel telt drie buizen: de middelste buis met twee rijstroken is voor het autoverkeer en de buitenste buizen zijn voor fietsers en voetgangers.